# More Christmas 2013
More Christmas 2013 er et dansk opsamlingsalbum med julemusik udgivet den 1. november 2013 på disco:wax, Universal Music og Sony Music Albummet modtog i december 2013 guld for 10.000 solgte eksemplarer.

## Spor

### CD 1
- Queen - "Thank God It's Christmas"
- Band Aid - "Do They Know It's Christmas?"
- Wham! - "Last Christmas"
- Mel & Kim - "Rockin' Around the Christmas Tree"
- Chris Rea - "Driving Home for Christmas"
- MC Einar - "Jul det' cool"
- Bryan Adams - "Merry Christmas"
- Cliff Richard - "Mistletoe & Wine"
- Bing Crosby - "White Christmas"
- Drengene fra Angora - "Jul i Angora"
- Boney M. - "Mary's Boy Child" / "Oh My Lord"
- De Nattergale - "The støvledance"
- Tommy Seebach & Annette Heick - "Vi ønsker jer alle en glædelig jul"
- Slade - "Merry Xmas Everybody"
- Martin Brygmann & Julie Berthelsen - "Jesus & Josefine"
- Elton John - "Step into Christmas"
- Bill Haley & His Comets - "Jingle Bell Rock"
- D-A-D - "Sad Sad Xmas"
- Britney Spears - "My Only Wish (This Year)"
- Alphabeat - "Xmas (Let's Do It Again)"
- Tuborg Juleband - "Tuborg Julebryg" (skjult spor)

### CD 2
- Gasolin' - "Endelig jul igen"
- Whitney Houston - "I'll Be Home for Christmas"
- Aqua - "Spin Me a Christmas"
- Kylie Minogue - "Santa Baby"
- José Feliciano - "Feliz Navidad"
- Caroline Henderson - "Se en stjerne"
- Lady Gaga - "Christmas Tree"
- Thomas Helmig & Søs Fenger - "Når sneen falder"
- The Jackson 5 - "Santa Claus Is Coming to Town"
- Tim Christensen - "Happy Xmas (War Is Over)"
- Maria Montell - "Let It Snow, Let It Snow, Let It Snow"
- Sukkerchok - "Hele julenat, hele juledag"
- Coldplay - "Christmas Lights"
- The Beach Boys - "Little Saint Nick"
- Monrad & Rislund - "Frokost på kontoret (Jul igen)"
- Roy Wood & Wizzard - "I Wish It Could Be Christmas Every Day"
- Juice, S.O.A.P., Christina & Remee - "Let Love Be Love"
- Karen - "This Christmas""
- Ponsaing - "Solodanser under mistelten (Hvad skal vi med jul)" (Feat. Kasper Ehlers & Michael Rune)
- Szhirley - "Se det sne"
- Achmed the Dead Terrorist - "Jingle Bombs" (skjult spor)

### CD 3
1. George Michael - "December Song (I Dreamed of Christmas)"
2. tv·2 - "From All of Us to All of You"
3. Bossen & Bumsen - "Op til jul"
4. Gnags - "Gnags' Julesang"
5. Anne Linnet - "Nu er det jul"
6. Søren Sko - "Have Yourself a Merry Little Christmas"
7. Anden - "Jul på Vesterbro"
8. Shakin' Stevens - "Merry Christmas Everyone"
9. Otto Brandenburg - "Søren Banjomus"
10. Shu-bi-dua - "Rap jul"
11. John Mogensen - "På loftet sidder nissen med sin julegrød"
12. You Know Who - "Finally It's Christmas Again"
13. Sinéad O'Connor - "Silent Night"
14. Me & My - "Too Much Christmas"
15. Diskofil - "Til julebal i Nisseland"
16. Sys Bjerre - "Det'cember"
17. Rasmus Bjerg & Szhirley - "On the Road to Jul"
18. Vocaloca - "The Christmas Song"
19. Ida Corr - "Merry Christmas to U All"
20. ABBA - "Happy New Year"

## Hitlister og certificeringer

### Hitlister
| Hitliste (2013)              | Højeste placering |
| ---------------------------- | ----------------- |
| Danmark (Compilation Top-10) | 2                 |

### Certificeringer
| Land (Organisation) | Certificering |
| ------------------- | ------------- |
| Danmark (IFPI)      | Guld          |